# Bupalus anomalarius
Bupalus anomalarius là một loài bướm đêm trong họ Geometridae.